# Květa Peschke
Květoslava "Květa" Peschke (nome de solteira: Hrdličková; Bílovec, 9 de julho de 1975) é uma ex-tenista profissional tcheca, que já foi número 1 do mundo em duplas.
Chegou ao máximo de simples na 26ª colocação, em 26 de novembro de 2005. Conquistou o WTA de Makarska de simples, em 1998, mas foi mais bem sucedida em duplas. Levantou seu primeiro e único troféu do Grand Slam em 2011, no Torneio de Wimbledon, ao lado de Katarina Srebotnik. Essa parceria rendeu a liderança do ranking de duplas pelas próximas dez semanas e o prêmio Dupla do Ano da WTA, no final da temporada. Nas mistas, foi vice-campeã do US Open em 2006, 2010 e 2012, ao lado de Martin Damm, Aisam-ul-Haq Qureshi e Marcin Matkowski, respectivamente.
Peschke obteve 36 títulos de duplas no circuito WTA, entre 1998 e 2021, incluindo sete no nível WTA 1000, e também foi vice no WTA Finals em três ocasiões. No final da carreira, conhecida por sua longevidade, retornou à final de duplas de Wimbledon, aos 43 anos, em parceria com Nicole Melichar. Seu último título foi em outubro de 2021, no WTA de Chicago, com Andrea Petkovic.
A ex-número 1 se casou com o treinador, Torsten Peschke, em 5 de maio de 2003, em Berlim. Profissionalmente, estreou com o nome de Květoslava Hrdličková e o levou até o US Open de 1998; Květa Hrdličková compreendeu Filderstadt de 1998 a Luxemburgo de 2002. O nome de casada, Květa Peschke, apareceu a partir do WTA de Varsóvia de 2004.
Anunciou aposentadoria em 8 de abril de 2002, após perder na estreia do WTA de Charleston. Peschke tinha 46 anos.

## Finais

### Grand Slam

#### Duplas: 2 (1 título, 1 vice)
| Posição | Ano  | Campeonato    | Piso   | Parceira           | Oponentes                      | Placar   |
| Vice    | 2010 | Roland Garros | saibro | Katarina Srebotnik | Serena Williams Venus Williams | 2–6, 3–6 |
| Campeã  | 2011 | Wimbledon     | grama  | Katarina Srebotnik | Sabine Lisicki Samantha Stosur | 6–3, 6–1 |

#### Duplas Mistas: 3 (3 vice)
| Posição | Ano  | Campeonato | Piso | Parceira             | Oponentes                       | Placar             |
| Vice    | 2006 | US Open    | duro | Martin Damm          | Martina Navratilova Bob Bryan   | 2–6, 3–6           |
| Vice    | 2010 | US Open    | duro | Aisam-ul-Haq Qureshi | Liezel Huber Bob Bryan          | 4–6, 4–6           |
| Vice    | 2012 | US Open    | duro | Marcin Matkowski     | Ekaterina Makarova Bruno Soares | 7–68, 1–6, [10–12] |

### Circuito WTA

#### Simples: 2 (1 título, 1 vice)
| Legenda: Antes 2009     |
| ----------------------- |
| Grand Slam (0/0)        |
| WTA Championships (0/0) |
| Tier I (0/0)            |
| Tier II (0/1)           |
| Tier III (0/0)          |
| Tier IV & V (1/0)       |

| Posição | N. | Data            | Torneio                                                 | Piso        | Oponente         | Placar   |
| Campeã  | 1. | 19 Abril 1998   | Makarska International Championships, Makarska, Croácia | saibro      | Li Fang          | 6–3, 6–1 |
| Vice    | 1. | 1 Novembro 1999 | Sparkassen Cup, Leipzig, Alemanha                       | Carpete (c) | Nathalie Tauziat | 1–6, 3–6 |